# Suolijärvi (sjö i Egentliga Tavastland)
Suolijärvi är en sjö i Finland. Den ligger i kommunen Tavastehus i landskapet Egentliga Tavastland, i den södra delen av landet, 110 km norr om huvudstaden Helsingfors. Suolijärvi ligger 85,4 meter över havet. Den är 10,44 meter djup. Arean är 2,03 kvadratkilometer och strandlinjen är 11,75 kilometer lång. Sjön  ingår i Kumo älvs huvudavrinningsområde.   I omgivningarna runt Suolijärvi växer i huvudsak blandskog. Den sträcker sig 3,6 kilometer i nord-sydlig riktning, och 3,0 kilometer i öst-västlig riktning.
Följande samhällen ligger vid Suolijärvi:
- Tuulos (1 466 invånare)